# فضل الله بن روزبهان الخنجي
فضل الله بن روزبهان الخُنْجِي الشيرازي الأصبهاني المقلب بالأمين المعروف بخواجة/مُلا الأصفهاني (ت. 927 هـ). فقيه ومتكلّم فارسي سنّي أشعري من أهل خنج. ترجم له السخاوي في الضوء اللامع لأهل القرن التاسع قائلاً عنه: «الخنجي الأصل الشيرازي الشافعي الصوفي»، كما ترجم له الخوانساري في روضات الجنّات في أحوال العلماء والسادات واصفاً إيّاه بأنَّه «من أعاظم علماء المعقول والمنقول، حنفي الفروع وأشعري الأصول، متعصباً لأهل مذهبه وطريقته، متصلباً في عداوة أولياء الله وأحبّته».

## مؤلفاته
- إبطال نهج الباطل. كتبه رداً على كتاب نهج الحق لابن المطهَّر الحلِّي الشيعي، وكتب نور الله التستري إحقاق الحق في الرد على ابن روزبهان والانتصار للحلّي.[4]
- المقاصد. في علم الكلام.